# علي أباد (أشنوية)
علی‌ أباد هي قرية في مقاطعة أشنوية، إيران. عدد سكان هذه القرية هو 648 في سنة 2006.